# Dubna (rivière, Lettonie)
Pour les articles homonymes, voir Doubna (homonymie).
La Dubna est une rivière de l'est de la Lettonie, un affluent droit de la Daugava. Elle prend sa source du lac Cārmins (selon d'autres sources du lac Sivers) situé dans le novads de Krāslava en Latgale. Sur le territoire de la municipalité d'Aglona, elle traverse le lac Aksenov (en letton : Aksenovas ezers), sur le territoire de la municipalité de Daugavpils les lacs Višķu (Višķu ezers) et Luknas (Luknas ezers). Elle se joint à la Daugava dans la ville de Līvāni.

## Affluents

### Rive gauche
- Kalupe 32 m

### Rive droite
- Feimanka 72 m
- Ūša 62 m
- Jāša 28 m[2]

## Communes riveraines
- Špoģi
- Vecvārkava
- Rožupe
- Līvāni